# 拉韦尔奈
拉韦尔奈（法語：Lavernay，法語發音：[lavɛʁnɛ]）是法国杜省的一个市镇，位于该省西部，属于贝桑松区。

## 地理
拉韦尔奈（47°14'47"N, 5°49'3"E）面积7.74 平方千米，位于法国勃艮第-弗朗什-孔泰大區杜省，该省份为法国东部内陆省份，北起上索恩省，西接汝拉省，东部及东南部与瑞士接壤，东北部与贝尔福地区省接壤。
与拉韦尔奈接壤的市镇（或旧市镇、城区）包括：弗拉内、科尔塞勒费里耶尔、普拉塞、比尔日耶、朗泰讷-韦蒂耶尔、科尔孔德赖、维莱比宗、马兹罗勒勒萨兰。

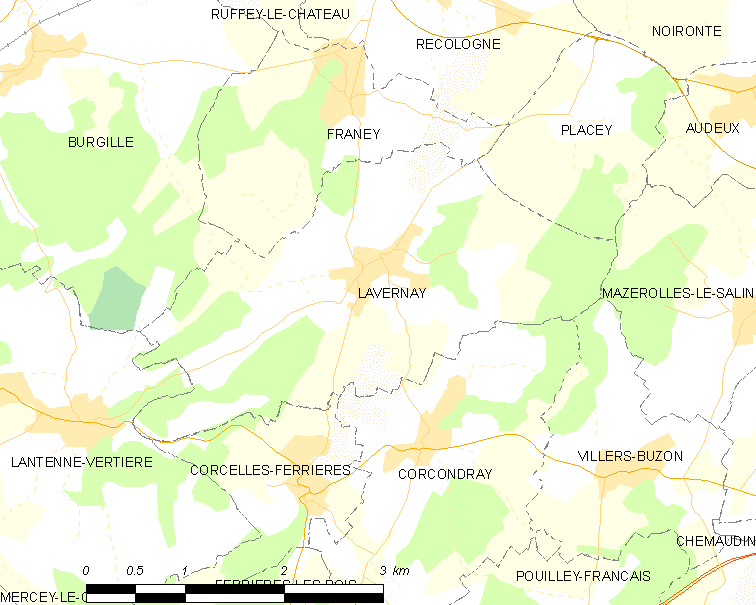
拉韦尔奈的OSM定位图

拉韦尔奈的时区为UTC+01:00、UTC+02:00（夏令时）。

## 行政
拉韦尔奈的邮政编码为25170，INSEE市镇编码为25332。

## 政治
拉韦尔奈所属的省级选区为圣维特县。

## 人口

1962-2008年间拉韦尔奈人口变化图示

拉韦尔奈于2022年1月1日时的人口数量为577人。